# Zöschingen
Zöschingen ist eine Gemeinde im Landkreis Dillingen an der Donau im bayerischen Regierungsbezirk Schwaben. Sie ist Mitglied der Verwaltungsgemeinschaft Syrgenstein und liegt direkt an der Grenze zu Baden-Württemberg.

## Geografie

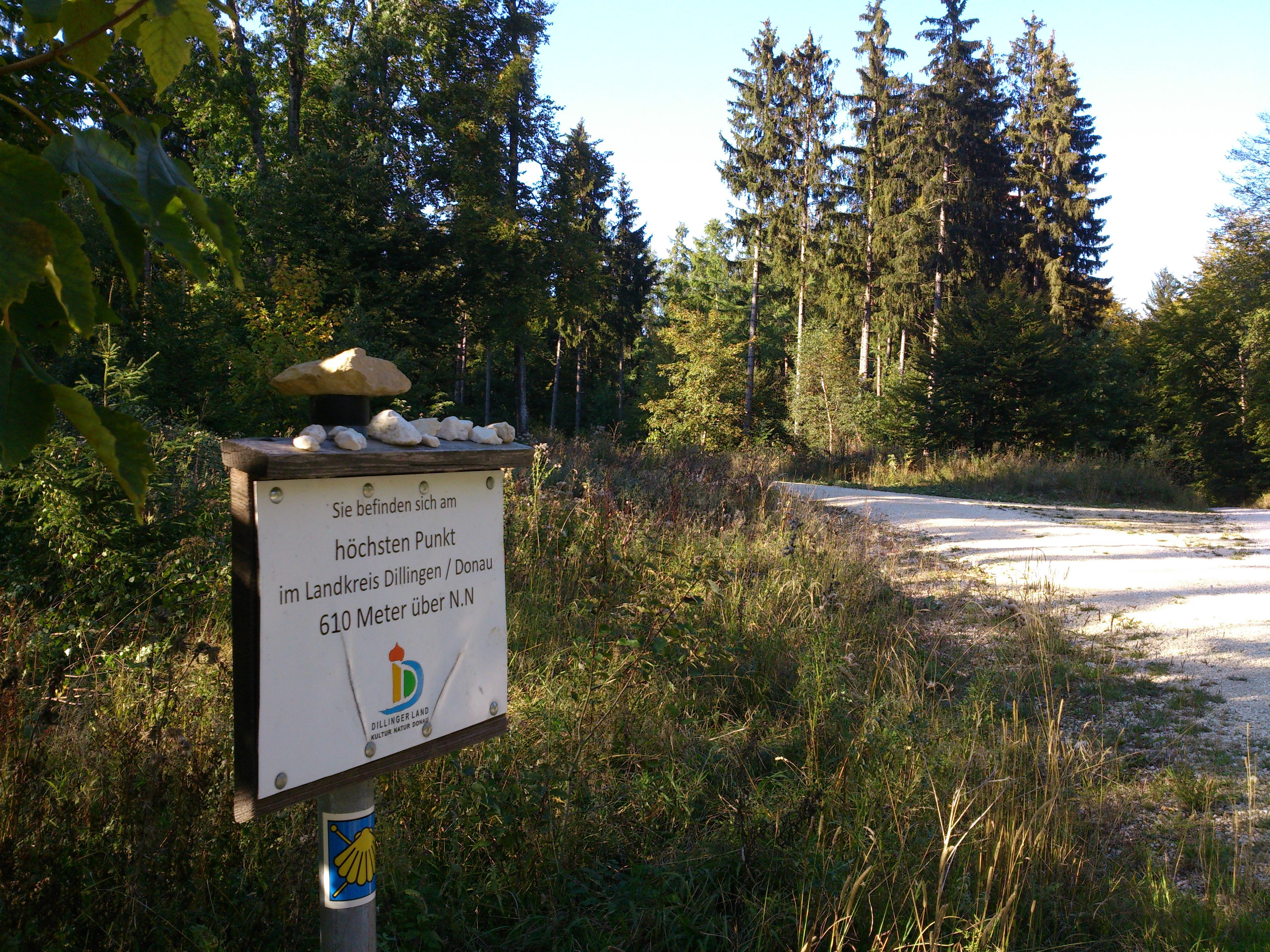
Höchster Punkt des Landkreises Dillingen im Zöschinger Forst

Zöschingen liegt in einem kleinen Tal an einem Ausläufer der Schwäbischen Alb. Der Rostelbach, der in die Egau mündet, fließt durch die Ortschaft. Außer dem Pfarrdorf Zöschingen gibt es keine weiteren Gemeindeteile.

### Geologie
Gut 500 m nördlich des Ortskerns von Zöschingen befindet sich der Zigeunerfelsen, eine angewitterte Felskuppe. Das geschützte Naturdenkmal (Geotopnummer 773R001) misst etwa 20 m in der Länge, 12 m in der Breite und erreicht eine Höhe von etwa 8 m. Es handelt sich um Erosionsreste von Malmkalken, Riestrümmermassen als Auswurfmaterial infolge des Meteoritenimpakts im Nördlinger Ries.

## Geschichte
Die erste urkundliche Erwähnung lässt sich auf 1257 zurückverfolgen. Zöschingen gehörte einstmals zum Deutschen Orden, Ballei Franken, und wurde 1806 im Rahmen der Rheinbundakte dem Königreich Bayern zugeschlagen. In unmittelbarer Nähe zum dortigen Sportplatz liegen die Reste der Burg der damaligen Ortsherren.

### Einwohnerentwicklung
Zwischen 1988 und 2018 wuchs die Gemeinde von 649 auf 729 um 80 Einwohner bzw. um 12,3 %.

## Politik
Bei der Kommunalwahl 2020 entfielen alle acht Sitze auf die Gemeinschaftsliste, den einzigen Wahlvorschlag.
Der Gemeinderat setzt sich aus folgenden Personen zusammen (Wahlperiode 2020–2026):
| Gemeinschaftsliste Zöschingen | Status  | Stimmen |
| Jäger Armin                   | gewählt | 288     |
| Hüfner Petra                  | gewählt | 252     |
| Schmid Marlene                | gewählt | 229     |
| Baur Marion                   | gewählt | 193     |
| Schön Fabian                  | gewählt | 178     |
| Baier Florian                 | gewählt | 168     |
| Hoffmann Bernd                | gewählt | 156     |
| Nadler Benjamin               | gewählt | 133     |

Erster Bürgermeister ist seit Mai 2014 Tobias Steinwinter (* 1984) (Gemeinschaftsliste); er wurde am 15. März 2020 mit 92,3 % für weitere sechs Jahre bestätigt. Sein Vorgänger war Norbert Schön.

### Wappen
| | Blasonierung: „In Blau zwischen zwei zugewandten goldenen Löwen eine eingeschweifte silberne Spitze, darin ein schwarzes Tatzenkreuz.“ |
| Wappenbegründung: Die Löwen stammen aus dem Wappen der Grafen von Dillingen und deuten auf deren Herrschaft in Zöschingen hin. Das Tatzenkreuz geht auf den Deutschorden zurück. Die Farben Silber und Blau deuten auf die bayerische Landeshoheit hin. Wappenführung seit 1969 | |

### Gemeindepartnerschaften
Zöschingen unterhält seit 1989 eine Partnerschaft mit Marigne-Peuton in Frankreich (Département Mayenne).

## Baudenkmäler
- Pfarrkirche St. Martin
- Kapelle Steinbrunn

## Wirtschaft und Infrastruktur

### Verkehr
Die Gemeinde Zöschingen befindet sich nahe der Bundesautobahn 7 (Anschlussstelle Nattheim).

### Windpark
In Zöschingen wurde 2012/13 der zu diesem Zeitpunkt größte Bürgerwindpark Bayerns durch die Firmen VenSol Neue Energien und Honold Windkraft errichtet und Anfang Mai 2013 offiziell in Betrieb genommen. Der Windpark besteht aus acht Windkraftanlagen des speziell für Schwachwindstandorte konzipierten Typs Nordex N117/2400. Die Anlagen, die auf 120 Metern hohen Stahltürmen errichtet wurden, verfügen über eine Nennleistung von je 2,4 MW, der Rotordurchmesser beträgt 117 Meter. Mit einer Gesamtleistung von 19,2 MW sollte der Windpark pro Jahr etwa 40 Millionen kWh elektrischer Energie liefern, entsprechend dem Stromverbrauch von etwa 12.000 Haushalten. Mittlerweile liegt man bei etwa 32 Millionen kWh pro Jahr. Dadurch wurden nun auch Änderungen der Beteiligungsverträge nötig. Insgesamt sind rund 600 Privatpersonen an dem Windpark beteiligt.